# Chiesa di San Biagio (Cembra Lisignago)
La chiesa di San Biagio è la parrocchiale di  Lisignago, frazione del comune sparso di Cembra Lisignago in Trentino. Rientra nella zona pastorale di Mezzolombardo dell'arcidiocesi di Trento e risale forse al XIII secolo o ad epoca precedente.

## Storia

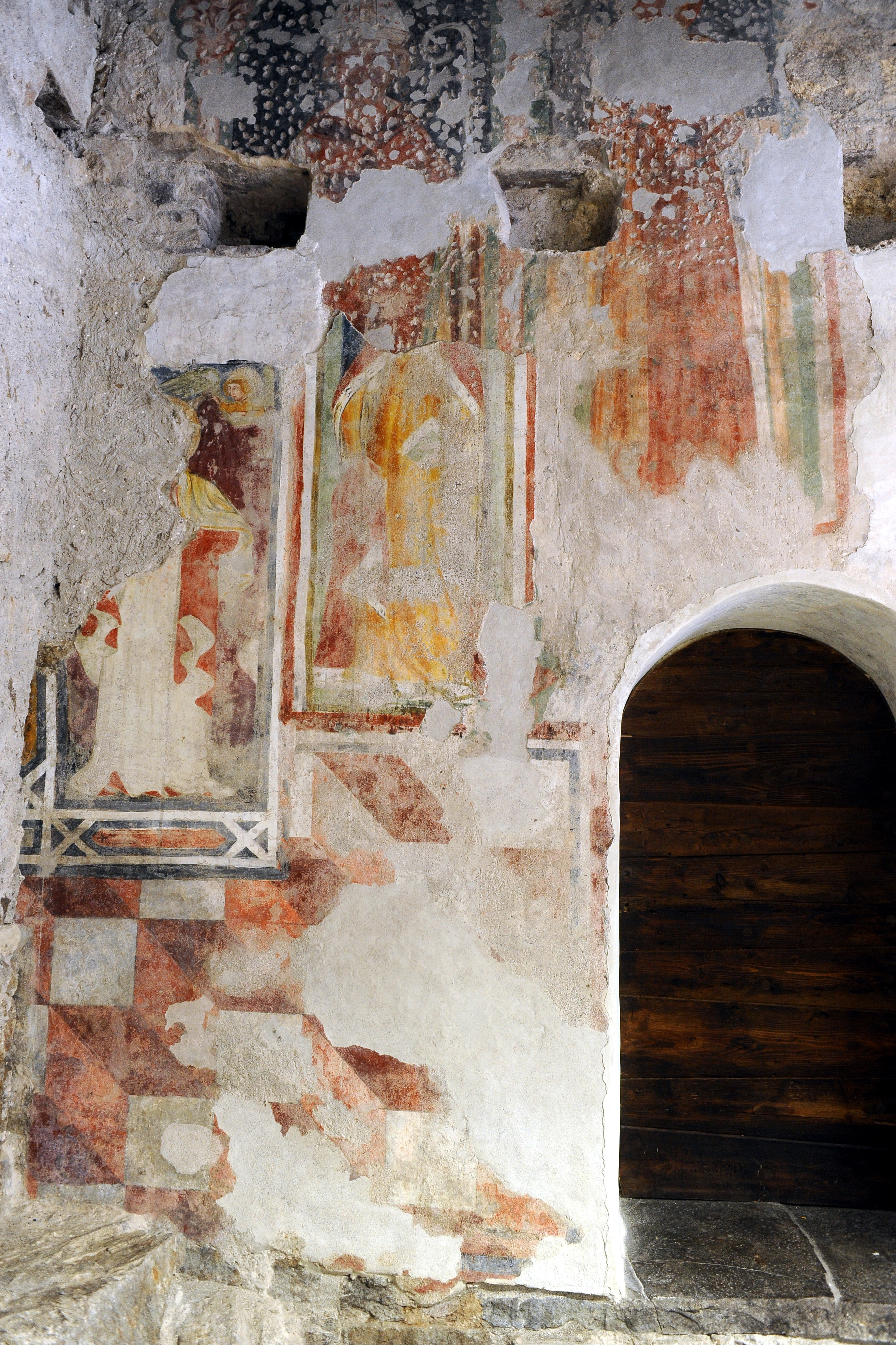
Gli affreschi della vecchia chiesa rinvenuti nell'attuale sala civica, adiacente alla chiesa

Non si conosce la data di costruzione della primitiva cappella di San Biagio; il primo documento in cui viene citata è datato 9 gennaio 1296; questa cappella era cointitolata a santa Brigida d'Irlanda, a cui era dedicato un altare laterale. Essa venne ricostruita tra la fine del XIV secolo e l'inizio del XV, periodo a cui risale anche il campanile recente; questo edificio era orientato da est a ovest, includeva una cappella dedicata a santa Caterina e, entro il 1580, aveva ricevuto anche la concessione della custodia eucaristica. La chiesa subì alcuni rimaneggiamenti nel corso dei secoli successivi, fra cui la realizzazione di affreschi ad opera di Corrado di Pergine nel 1508, la costruzione di una sacrestia intorno alla metà del 1500, e l'erezione di una cupola sopra il presbiterio nel 1738, ad opera del maestro Giovan Matio da Pozza di Badia; essa, inoltre, venne elevata da cappella dipendente dalla pieve di Cembra a curazia indipendente nel 1609.

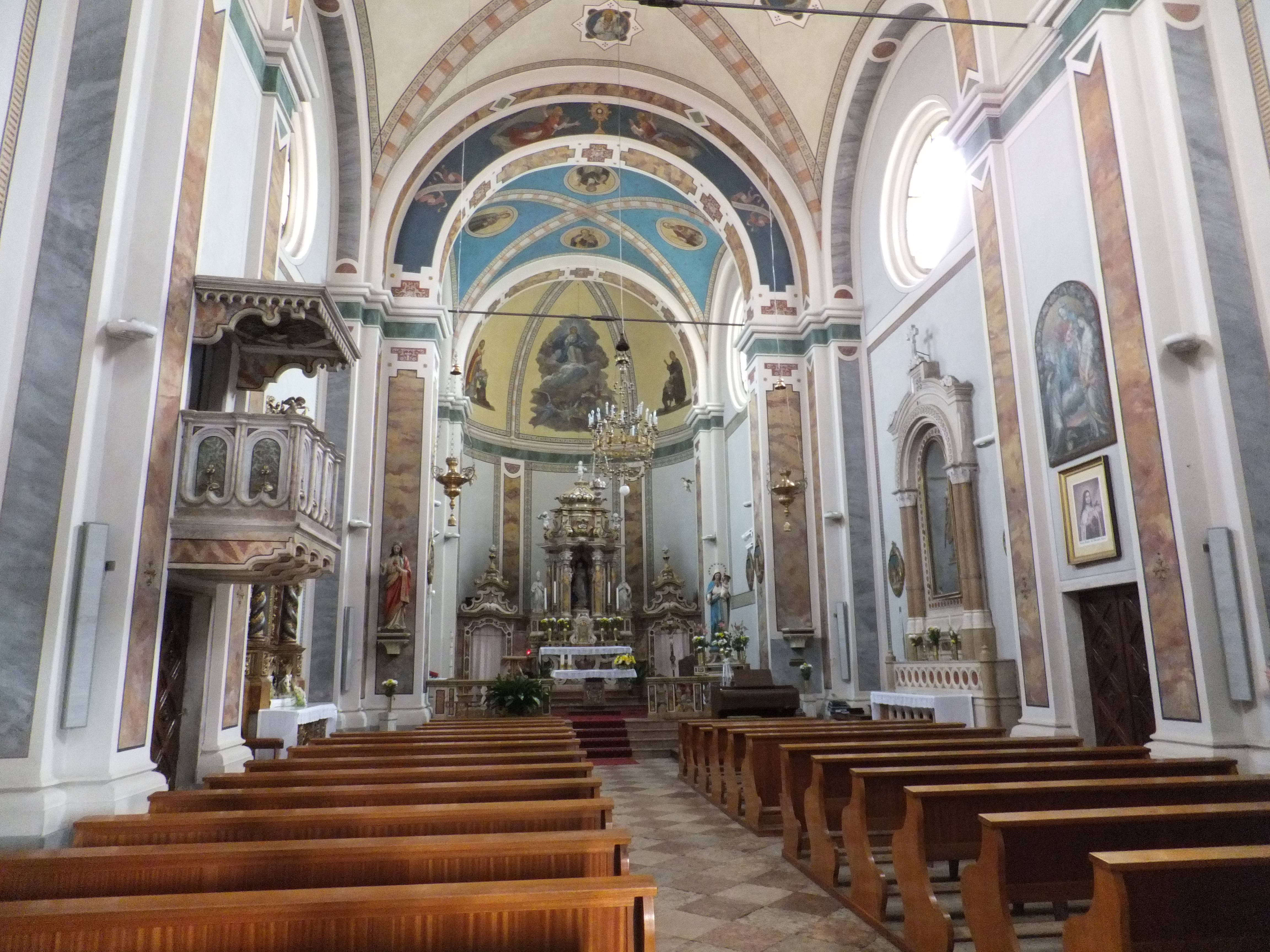
Interno della chiesa

Verso il 1860, la chiesa cominciò a risultare troppo piccola per contenere tutti i fedeli. Pertanto, nel 1862 venne spostato il cimitero (precedentemente circostante la chiesa, e ricollocato poco distante) e poi, tra il 1866 e il 1868, l'edificio venne completamente ricostruito su progetto dell'architetto Leopoldo von Claricini; il costo del progetto oscillava fra i 5 000 e i 6 000 fiorini, ed è da notare che all'epoca la comunità di Lisignago era reduce dall'oidio, che dal 1850 aveva abbattuto la produzione vinicola, una delle maggiori fonti di guadagno locali. Dell'antico edificio sopravvivono solamente il campanile e alcuni affreschi rinvenuti successivamente (che sono venuti a trovarsi sulla parete del campanile all'interno della sala civica che sorge nello spazio occupato dalla vecchia chiesa).
La nuova chiesa, consacrata il 13 agosto 1870 dal vescovo di Trento Benedetto Riccabona, risultò bisognosa di lavori di manutenzione già alcuni anni dopo (la copertura venne rifatta tra il 1884 e il 1885, e nel 1888 vennero aggiunte delle catene di ferro per rinsaldare l'edificio, in cui si erano aperte alcune crepe). La chiesa di San Biagio venne elevata a dignità di chiesa parrocchiale il 1º aprile 1912 e, nel 1928, il pittore Agostino Aldi ricevette l'incarico di decorarne la navata e il presbiterio.

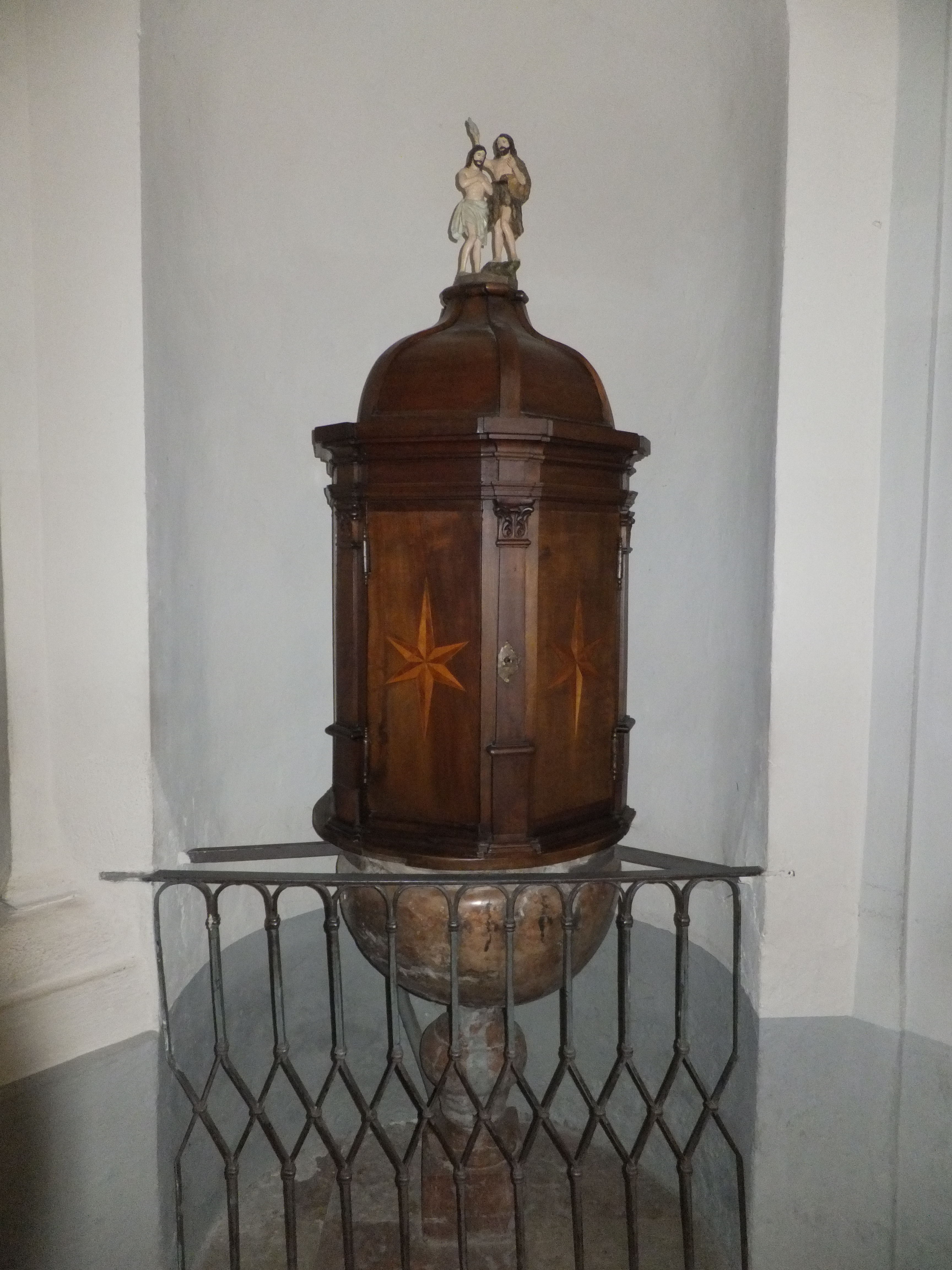
Fonte battesimale

Ulteriori lavori di ristrutturazione vennero portati avanti tra nel 1954-55 (dopo che un fulmine, la notte tra il 5 e il 6 settembre, aveva abbattuto la cuspide del campanile) e nel 1984-85 (quando venne nuovamente rifatto il tetto e ritinteggiata l'intera struttura).
Tra il 1967 e il 1993 è stato realizzato l'adeguamento liturgico. Il nuovo altare postconciliare è stato posto nel presbiterio in posizione avanzata. L'altare maggiore storico è stato mantenuto e la custodia eucaristica è rimasta nel tabernacolo originale.
La sede, una sedia in legno con braccioli, è vicina alla parete sinistra del presbiterio e l'ambone è rappresentato dal leggio fissato alla balaustra.

## Descrizione

### Esterno
La chiesa, orientata a sud-ovest, è posta all'interno dell'abitato di Lisignago; essa presenta una facciata a due spioventi, delimitata da pilastri e divisa orizzontalmente da una cornice sporgente, su cui s'innestano i pilastri e il frontone del portale (che è il più grande di tutta la Val di Cembra). La parte superiore della facciata è racchiuso in una cornice dentellata: al centro si trova un rosone circolare, sormontato da un'arcata in rilievo puramente decorativa; un altro piccolo oculo si apre in alto, appena al di sotto della cornice.
Le pareti laterali continuano il motivo della cornice orizzontale della facciata, e sono intercalate da lesene e rosoni circolari identici a quello frontale; al centro della fiancata destra si trova un portale secondario, mentre contro la facciata sinistra sono poste la sala civica e la sacrestia. Il tetto della chiesa, rifatto tra il 1984 e il 1985, presenta un motivo a losanghe.
Il campanile, a pianta quadrata, è appoggiato contro il lato sinistro della chiesa, al livello della facciata, e presenta una cella campanaria con quattro bifore centinate e una cuspide piramidale in muratura; sotto la cella, sul lato della facciata, si trova un orologio.

### Interno

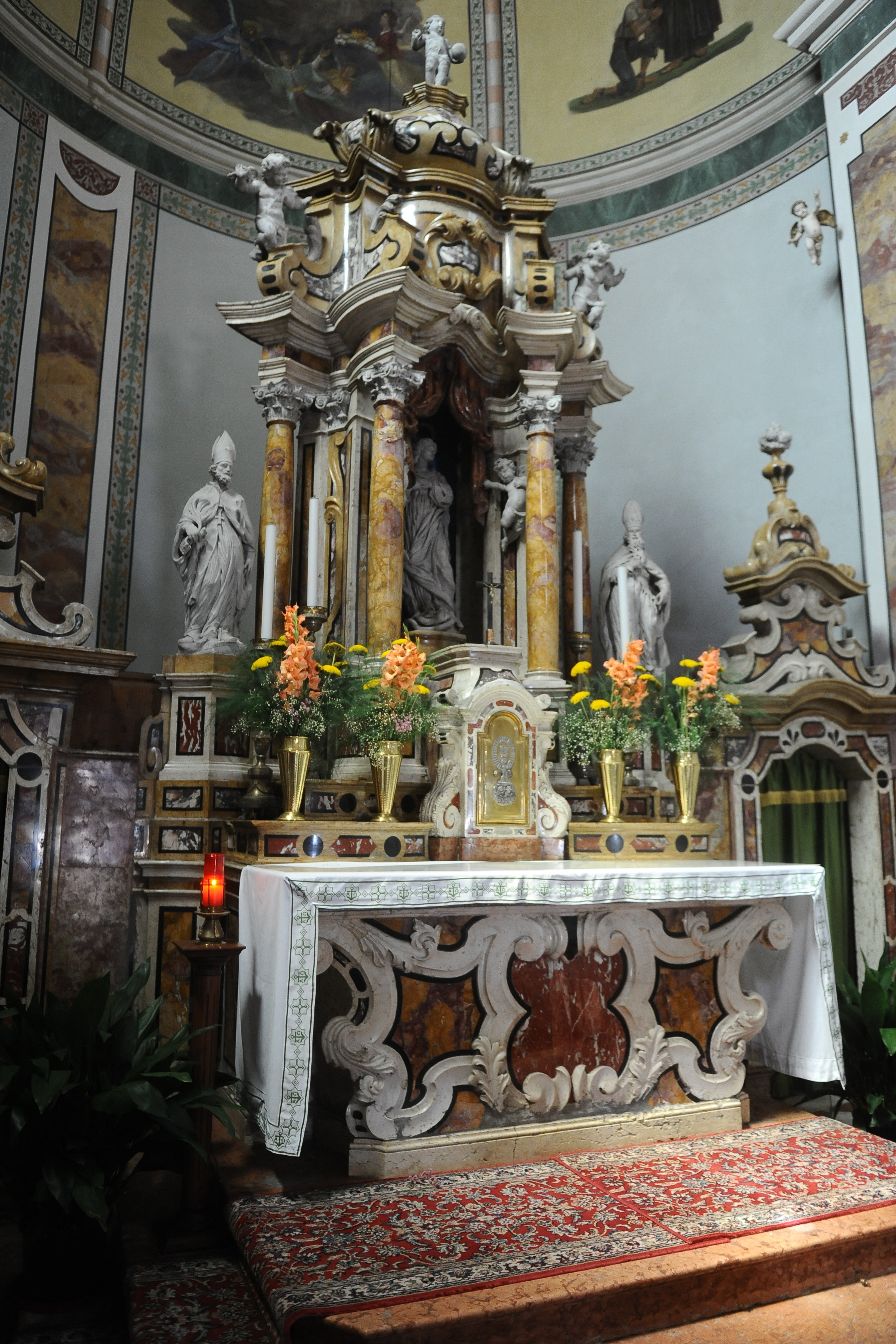
Altare maggiore

L'interno della chiesa è costituito da un'unica navata a due campate con volta a crociera, delimitate da lesene intonacate e inframezzate da un settore più breve; ai lati di ogni campata si trovano cappelle rettangolari poco profonde. Nel settore mediano si trovano a destra l'accesso secondario, a sinistra un pulpito. Oltre l'arco santo a tutto sesto si trova il presbiterio, sopraelevato di quattro gradini rispetto alla navata, anch'esso coperto da una volta a crociera e chiuso da un'abside a semicerchio. Tutta la pavimentazione è realizzata in mattonelle di pietra calcarea bianche e rosse, correnti diagonalmente.
La chiesa è affrescata con dipinti di carattere perlopiù geometrico e decorativo; la volta del presbiterio e quelle delle campata presentano inoltre quattro figure religiose ciascuna. Nella volta del presbiterio è raffigurata invece l'Assunzione di Maria, affiancata dai santi Biagio e Leonardo, protettori del paese.
All'interno spicca il grande altare maggiore in marmo, realizzato intorno al 1740 dallo sculture Domenico Sartori da Castione, lo stesso che -col fratello Giuseppe- costruì anche l'altare del duomo di Trento; l'opera venne a costare alla comunità di Lisignago (che allora constava di circa 350 anime) la ragguardevole somma di 1.200 fiorini, per pagare la quale i paesani s'indebitarono fino ad almeno il 1753. Vi sono inoltre due altari laterali: quello di sinistra, ligneo e barocco, forse proveniente dalla vecchia chiesa, ha al centro una statua lignea della Madonna del Rosario; quello di destra, marmoreo, ospita una moderna statua lignea di san Giuseppe.
Ai lati dell'arco santo si trovano due statue lignee moderne, raffiguranti il Sacro Cuore di Gesù e una Madonna col Bambino; nella chiesa vi erano anche altre due statue lignee, gotiche, raffiguranti i santi Rocco e Sebastiano, ora conservate presso il Museo diocesano di Trento.